# Doumga Ouro Thierno
 (avril 2018).
Si vous disposez d'ouvrages ou d'articles de référence ou si vous connaissez des sites web de qualité traitant du thème abordé ici, merci de compléter l'article en donnant les références utiles à sa vérifiabilité et en les liant à la section « Notes et références ».
Doumga Ouro Thierno est un village du nord-est du Sénégal situé dans la commune de Bokidiawé dans la région de Matam

## Histoire
Le village a été fondé vers 1545 par Thierno Demba Sall, originaire de Guede village, situé dans la région de Saint-Louis du Sénégal.
Le nom du village, Doumga Wouro Thierno, signifie le village du marabout. 
Doumga Ouro Thierno fut l'un des premiers villages dans le Fouta à être doté d'une mosquée qui a été construite sous le règne d'Abdoul Qadr Kane.
Tous les villages alentour priaient dans cette mosquée les vendredis, ainsi que le chef fondateur du village qui était un juriste islamique. 
Tous les conflits des villages environnants étaient statués sous ses ordres d'où son surnom Doumga belel niawobé.

## Administration
Doumga Ouro Thierno fait partie de la commune de Bokidiawé, dans l'arrondissement de Ogo dans le département de Matam, région de Matam.

## Démographie
Le village comptait 2345 habitants lors du dernier recensement en 2011.
L'ethnie présente dans le village est celle des Peuls.

## Infrastructures
Le village dispose d'une école élémentaire.

### Réseaux
Un forage d'eau en commun avec Doumga Rindiaw et Mboloyel alimente les 3 villages et le village dispose de 8 puits. 
Le village a un accès au réseau électrique et une couverture du réseau cellulaire.

## Partenariats
L'association de village, ASERDOT (Association Solidarité Entente pour la Renaissance de Doumga Ouro Thierno) dont le siège est à Dakar.
Des associations des ressortissants du village établis aux quatre coins de la planète comme Kdot, et d'autres, contribuent au développement du village.